# Enneacanthus gloriosus
Enneacanthus gloriosus és una espècie de peix pertanyent a la família dels centràrquids.

## Descripció
- Pot arribar a fer 9,5 cm de llargària màxima (normalment, en fa 7).[3]

## Reproducció
Els ous són dipositats en un niu solitari fet pel mascle en el fons aquàtic o entre les plantes.

## Hàbitat
És un peix d'aigua dolça, demersal i de clima temperat (10 °C-22 °C; 42°N-25°N).

## Distribució geogràfica
Es troba a Nord-amèrica: des del sud de Nova York fins al riu Tombigbee (Alabama) i el sud de Florida.

## Observacions
És inofensiu per als humans.